# 심해 거대증
심해 거대증 (Abyssaler Gigantismus라고도 한다)은 그들의 심해에 서식하지 않는 유전적 친족관계의 생물보다 월등히 거대해진 심해의 분류군을 일컫는 동물학용어이다.
이 현상이 먹이의 부족에 기인한 것인지, 또 이로 인해 이 현상이 일어났다고 간주 되는 분류군의 성적 성숙이 늦게 발현되는 것인지는 밝혀지지 않았다.

## 예
심해 거대증의 예로는 다음과 같은 생물들이 있다.
- 거대 산갈치 11 m에 이른다.
- 대왕오징어 13 m에 달한다. (콜로살오징어는 14m까지 성장한다)
- 심해등각류 보통의 등각류보다 5배 크다.

## 같이 보기
- 섬의 왜소 발육화
- 섬 거대증